# 3e division blindée (armée impériale japonaise)
Pour les articles homonymes, voir 3e division.
La 3e division (戦車第3師団, Sensha Dai-san Shidan) est une unité de chars de l'armée impériale japonaise. Son nom de code est Division Torrent (滝, Taki).

## Histoire
La 3e division blindée est établie au Mengjiang le 24 juin 1942 au sein de l'armée régionale japonaise de Chine du Nord sous le commandement de l'armée japonaise de garnison de Mongolie.
D'abord chargée de garder la frontière occidentale du Mandchoukouo avec l'union Soviétique, elle participe en avril 1944 à l'opération Ichi-Go dans le nord de la Chine contre l'armée nationale révolutionnaire de la République de Chine.
Le 8e régiment blindé de la 3e division blindée (anciennement basé à Mukden) est détaché en juin 1944 et transféré sous le contrôle de la 8e armée régionale japonaise à Rabaul.
Le 12e régiment blindé, initialement basé à Taiyuan, est rappelé pour renforcer les défenses de Séoul en Corée pendant les derniers temps de la guerre, et combat comme unité de la 17e armée régionale contre l'invasion soviétique de la Mandchourie.
Le 13e régiment blindé, d'abord basé à Hankou, est rappelé à Tianjin en 1944, et termine la guerre à Changsha. Le 17e régiment blindé termine la guerre à Tianjin.
La 3e division blindée est officiellement démobilisée en septembre 1945 comme le reste de l'armée impériale japonaise.

## Commandants
|   | Nom                                | De                | À                 |
| - | ---------------------------------- | ----------------- | ----------------- |
| 1 | Lieutenant-général Isaku Nishihara | 1er décembre 1942 | 7 janvier 1944    |
| 2 | Lieutenant-général Hideo Yamaji    | 7 janvier 1944    | 30 septembre 1945 |